# Savaan Juan Antonie
Savaan Juan Antonie – osada (buurt)  w dzielnicy Wanapa miasta Willemstad, w dystrykcie Willemstad, w kraju autonomicznym Curaçao, należącym do Holandii, w Ameryce Południowej. 20 października 2023 r. liczyła 45 mieszkańców. 